# Thức ăn giả

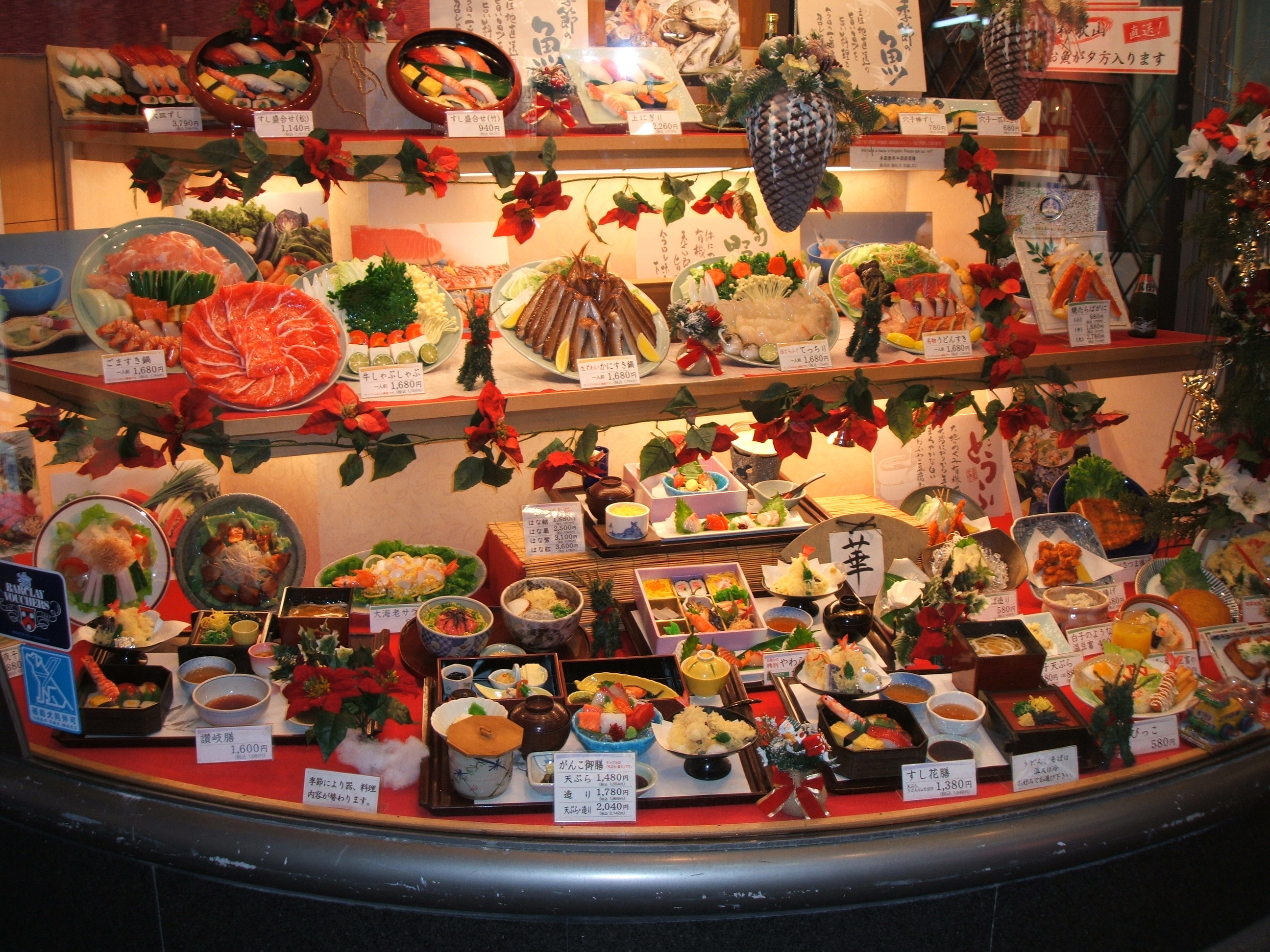
Các đĩa thức ăn giả được trưng bày trong nhà hàng ở Kyoto.

Thức ăn giả là loại thức ăn mô hình thường được làm bằng nhựa, và được trưng bày trong các tủ trưng bày của các nhà hàng, đặc biệt là ở khắp Nhật Bản, và trông nó rất giống thức ăn thật. Loại hình này xuất hiện ở Nhật vào thời kỳ Taiso-đầu Showa.

## Lịch sử
Mô hình Thực phẩm giả đã xuất hiện vào thời gian của các vị vua của Ai Cập và có lẽ trước đây. Khi một vua hay Pharaoh đã chết, họ thường được chôn với tất cả mọi thứ họ cần cho cuộc hành trình của họ với thế giới tiếp theo. Thực phẩm được bảo quản và đặt trong lăng mộ của họ.

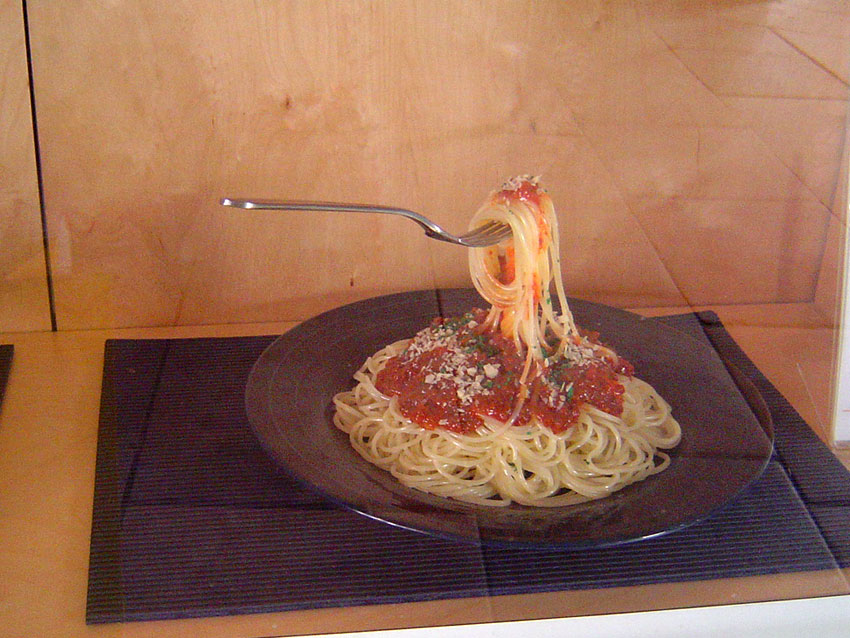
Mẫu Spaghetti

Trong những năm đầu thời kỳ Showa, sau sự đầu hàng của Nhật Bản kết thúc Chiến tranh Thế giới II, Mỹ và châu Âu đi du lịch đến Nhật Bản để giúp đỡ trong các nỗ lực xây dựng lại. Những người khách nước ngoài này rất khó khăn trong việc gọi thức ăn từ thực đơn tiếng Nhật. Takizo Iwasaki là người đầu tiên sản xuất và bán những mẫu thức ăn giả. Vào thời kỳ đó đời sống còn khó khăn đối với tất cả người dân Nhật Bản và Iwasaki nhưng cho đến khi một ngày - khi ngồi ăn uống ở một cửa hàng ăn trưa đông đúc - trong trí tưởng tượng của mình. Ông nhớ lại những mô hình của cơ thể con người trên hầu hết các hiển thị tại các cửa hàng quần áo Nhật Bản và trái cây, rau ... được sử dụng trong trường học lớp học và nghĩ rằng: "Tại sao thực phẩm không được sử dụng!"
Iwasaki trở lại và căn hộ của mình - kể từ ngày đó ông bắt đầu sản xuất thử nghiệm, sau bao nhiêu thất bại - cuối cùng ông đã hoàn thành trọn vẹn một mô hình - trứng omelet. Sau đó, ông đạp trên xe đạp của mình đi đến từng của hàng hỏi xem có cửa hàng mua mô hình thức ăn của mình. Sau bao nhiêu vất vả công sức của ông đã được đền đáp, các nhà hàng họ đã đặt làm tất cả. lúc này ông 37 tuổi.
Ngày nay công ty TNHH Iwasaki Ryuzo của ông rất thành công, và hiện nay là công ty hàng đầu trong ngành chế tạo thức ăn bằng nhựa. Iwasaki sớm đã có đối thủ cạnh tranh trên khắp Nhật Bản.. Tuy nhiên, công ty ông sáng lập trong căn hộ của mình Osaka - Iwasaki vẫn lớn nhất chiếp 45% thị trường Nhật Bản.

## Quy trình sản xuất
Nhà máy nhận thức ăn thật do khách hàng giao trước khi làm thức ăn giả. Mỗi phần thức ăn thích hợp được đặt trong một hộp khuôn để làm khuôn. Silicon được đổ lên trên thức ăn nằm trong những hộp khuôn. Khi chất silicon cứng lại thì các khuôn đẵ sẵn sàng. Nhựa lỏng được đổ vào trong những khuôn silicon để làm thành món ăn giả. Khuôn sau khi đổ xong được cho vào lò nung cho cứng lại. Mẫu nhựa được lấy ra khỏi khuôn,rồi sơn bằng máy phun hoặc cọ sơn thường.Những mẫu này được họa sĩ vẽ lại để trông giống như những mẫu thức ăn thật.
Ngày trước, thức ăn giả được làm bằng sáp. Sáp được nung cho chảy ra, rồi đổ vào trong những cái khuôn làm bằng kanten, là một loại thạch rong biển. Hiện nay, khuôn được làm bằng chất silicon. Chúng được làm từ các vật liệu bao gồm nhựa tổng hợp, plastic, acrylics, epoxy, silicone, cao su... Những nguyên liệu và kỹ thuật mới khiến mẫu thức ăn trông giống như thực và hấp dẫn hơn trước. Các nhà hàng ở Nhật Bản thường có thực phẩm bằng nhựa trong các tủ trưng bày. Đối với thực khách, đó là một thực đơn sống động, mời mọc. Họ có thể thưởng thức thức ăn bằng mắt trước khi ngồi vào bàn ăn.

## Ở Nhật và các nước khác
Năm 1958, công ty của Iwasaki đã xuất khoảng 3000 mẫu thức ăn giả sang Hoa Kỳ
Tục lệ này hầu như chỉ có ở Nhật Bản, nhưng khoảng hơn mười năm qua, nó đã lan sang nước láng giềng của Nhật Bản, đó là Hàn Quốc, và hiện nay nó cúng đă lan sang Trung Quốc.

## Thư viện ảnh

Nhiều loại thức ăn giả
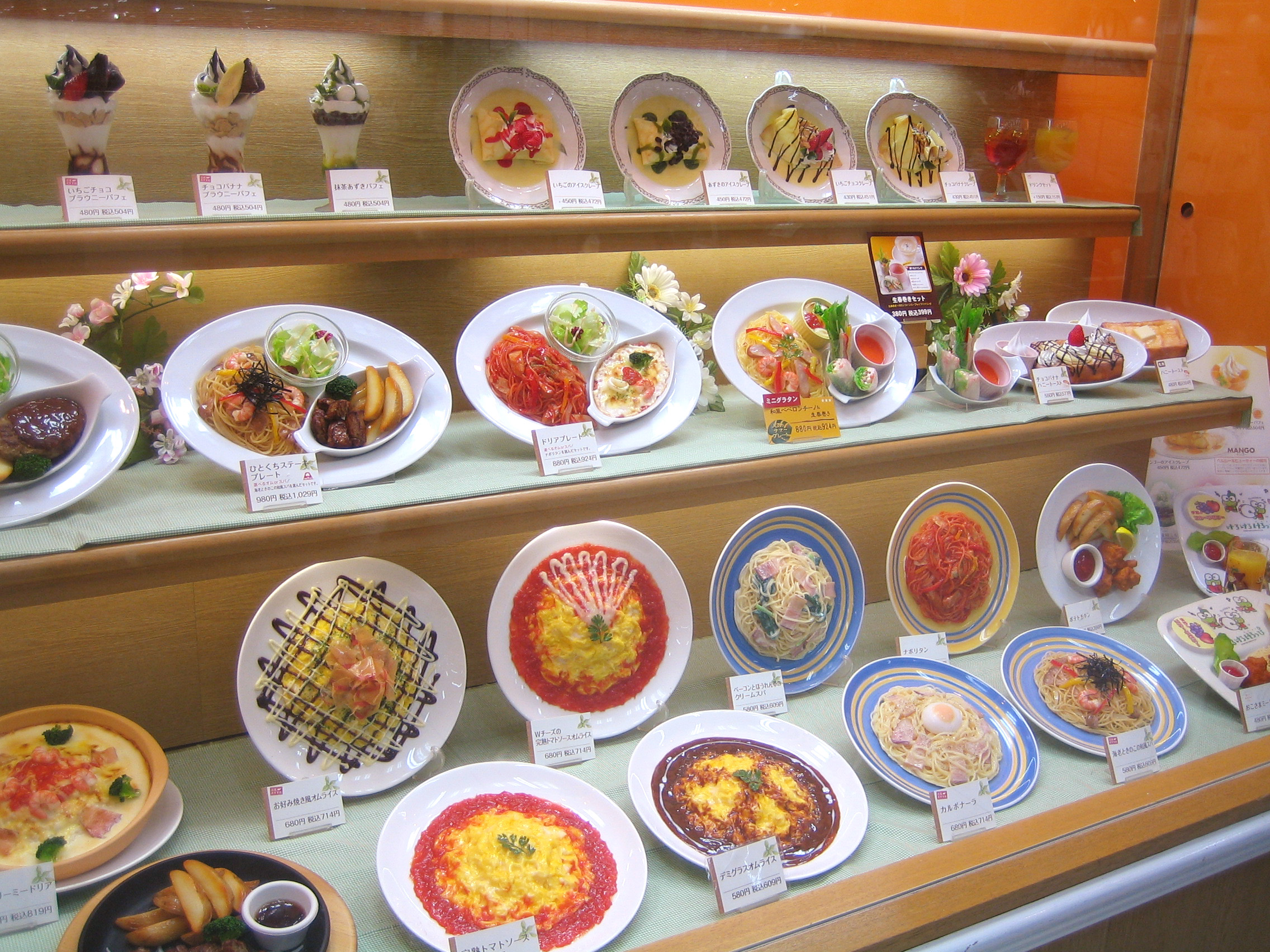
Thức ăn kiểu Tây
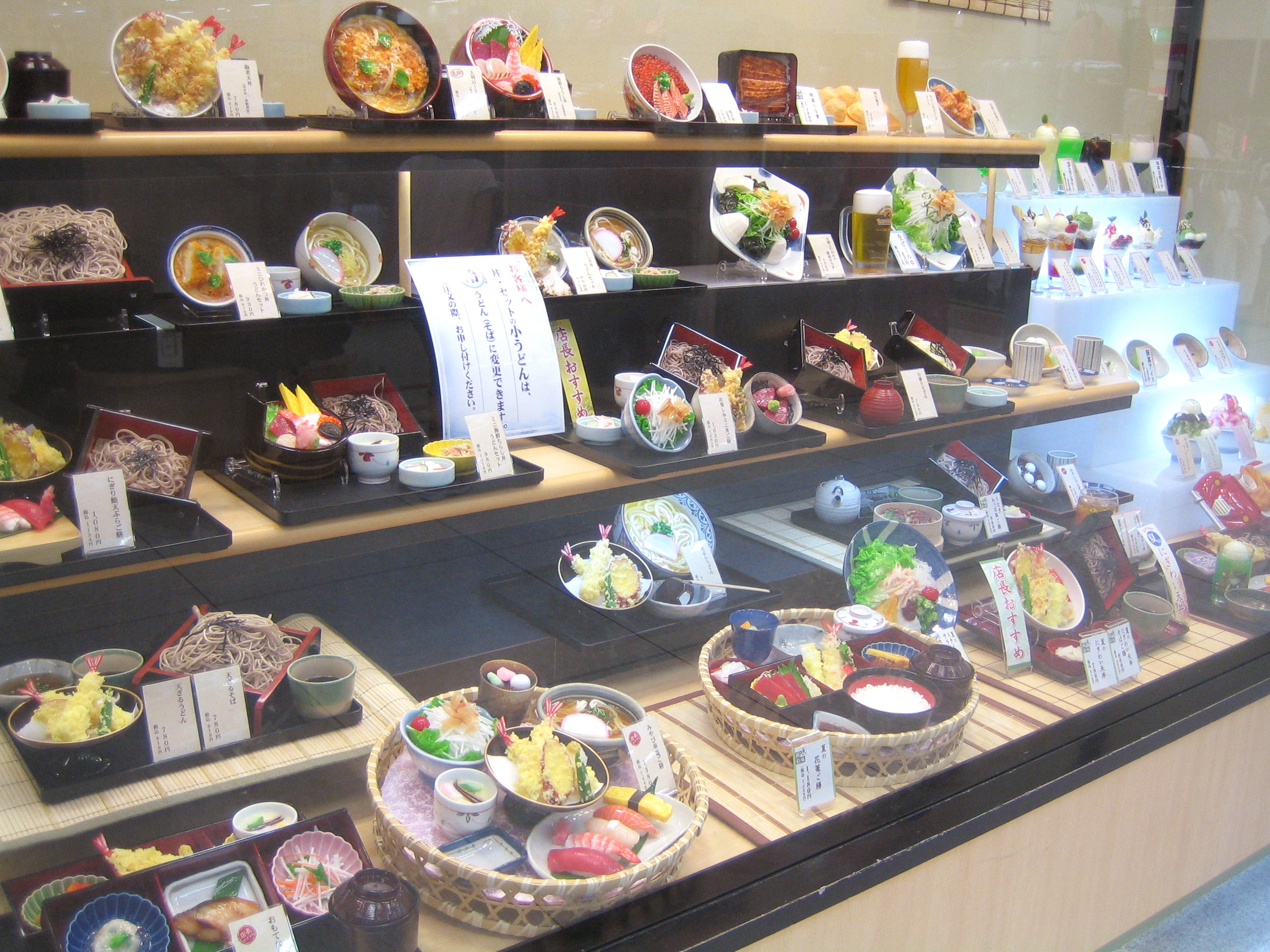
Thức ăn từ lúa mạch
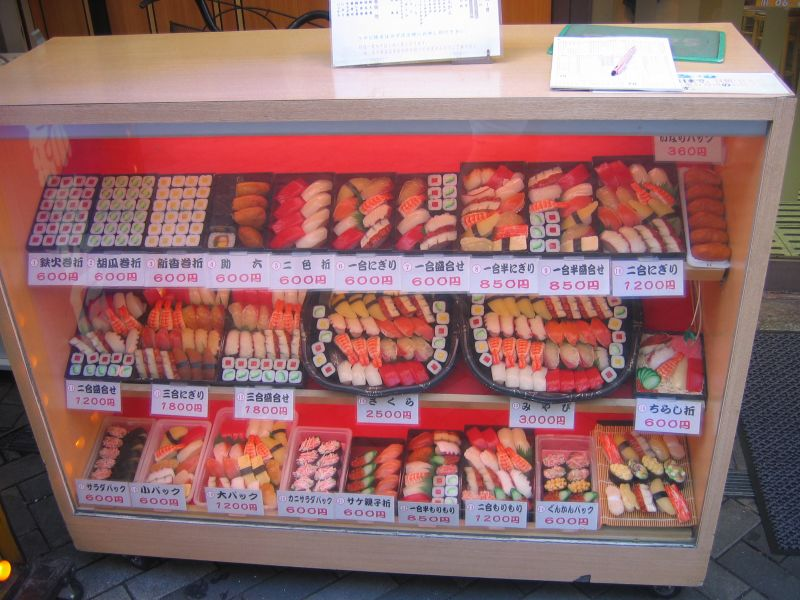
Sushi
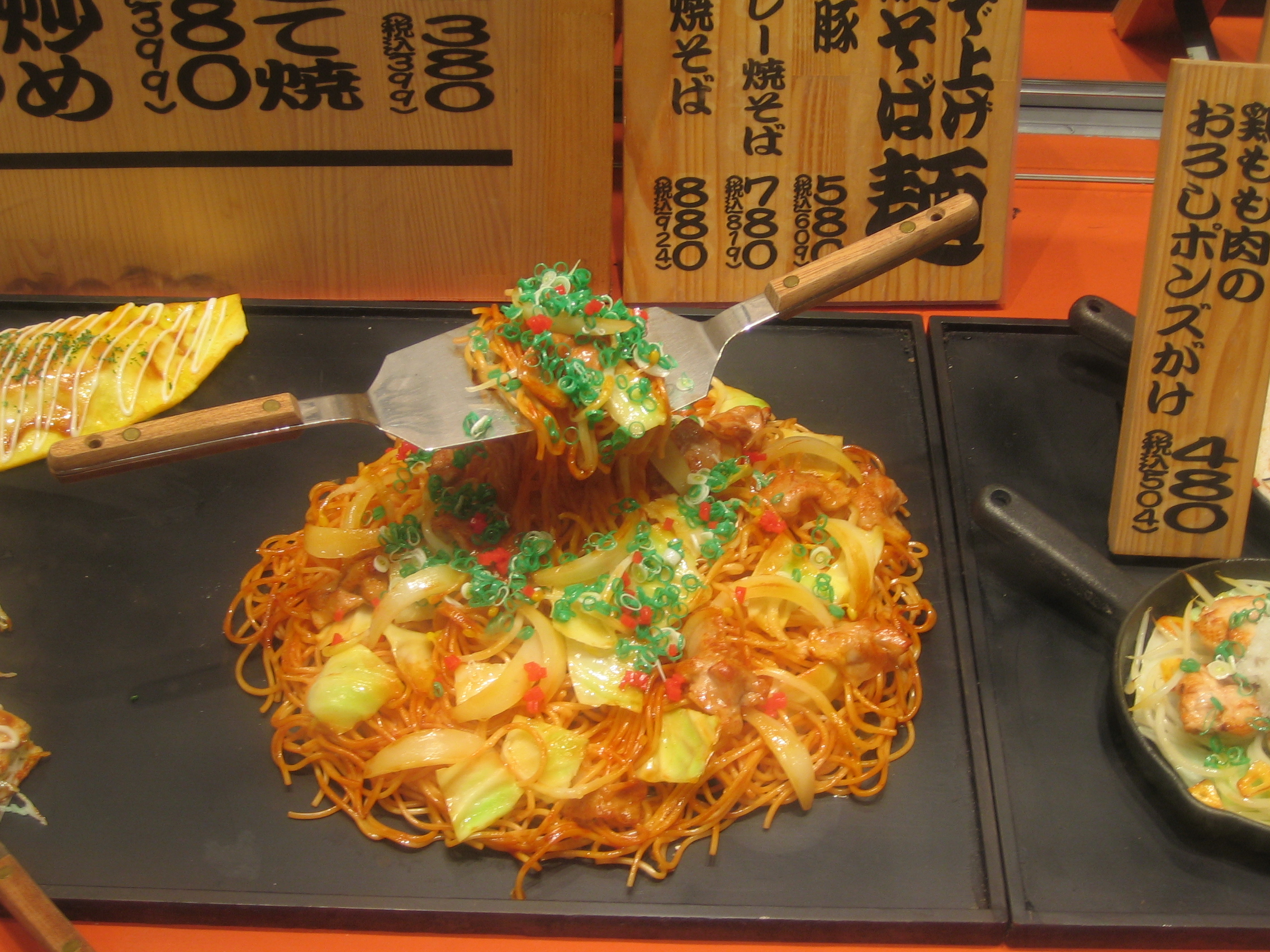
Soba xào
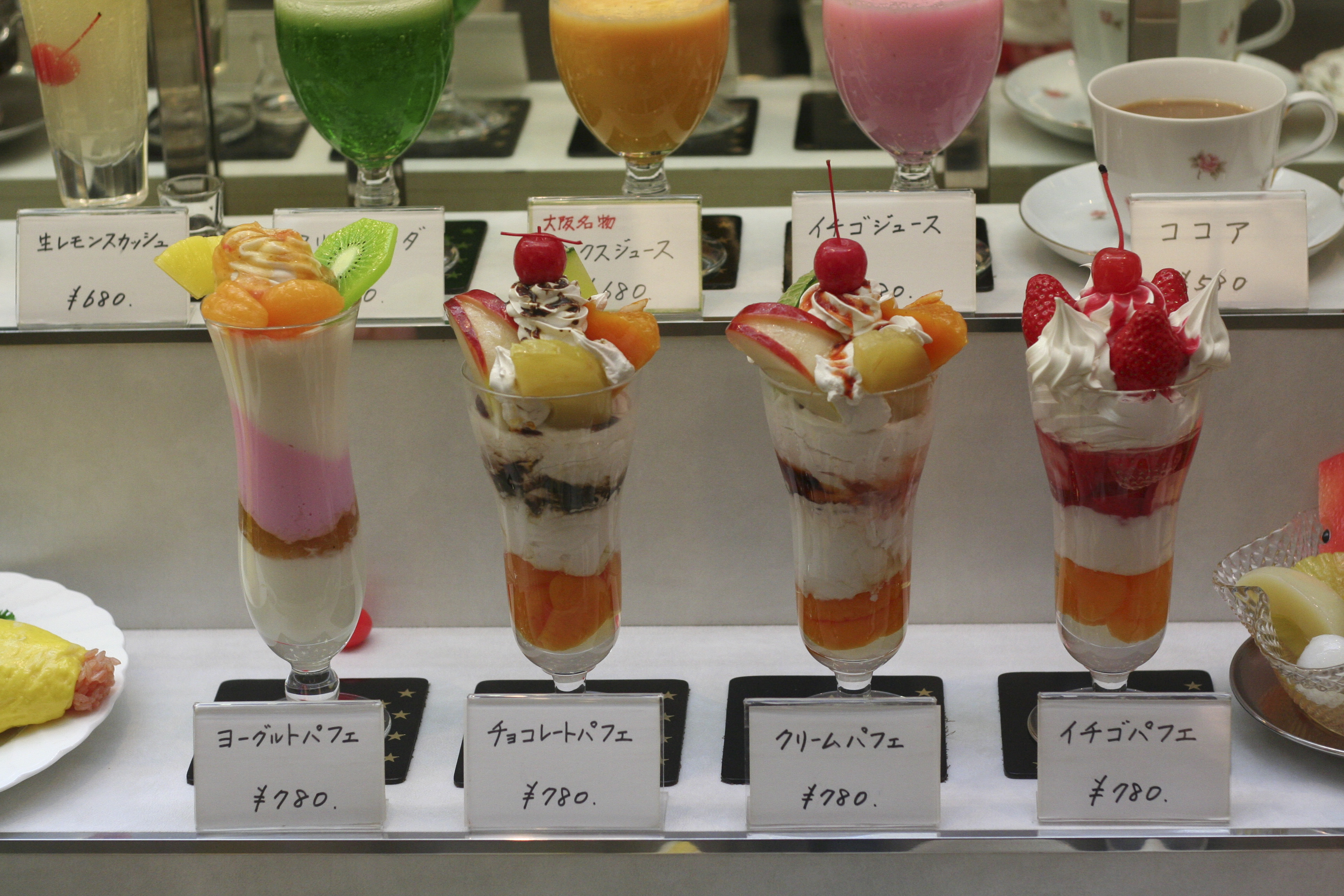
Các món kem/coctail